# MORNING STEPS
MORNING STEPS（モーニングステップス）は、FMヨコハマにて毎週月曜日から木曜日の6:00 - 9:00に放送されていたニュース・スポーツを中心とした朝のラジオ番組。姉妹番組として金曜日に放送される『MORNING STEPS FRIDAY』があった。

## 概要
前番組は矢口清治、雲野右子がパーソナリティーのTHE MORNING（ザ・モーニング）。
放送開始当初は午前6時からの3時間の放送だったが、5年後の2006年4月より1時間拡大し早朝5時からの放送となる。2012年4月より経費節減の為、放送開始時刻が午前6時に繰り下がり、かつての放送時間であった3時間枠に短縮された。
2011年4月で放送開始から丸10周年を迎え、放送期間は同局の朝の番組の中では最長記録を更新している。2012年7月18日は「栗原治久 デビュー20周年記念 MORNING STEPS 朝から公開生放送」と題し、大黒パーキングエリアから公開生放送した。
2017年3月で16年間の放送の終了を発表。栗原自身は他時間帯（19:00 - 22:00の『PRIME TIME』）への移動を発表。
後番組は光邦がDJのちょうどいいラジオが、2017年4月より同時間帯で放送開始。

## 放送時間
- 2001年4月 - 2006年3月、2012年4月 -  2017年3月 
  - 6:00 - 9:00
- 2006年4月 - 2012年3月
  - 5:00 - 9:00

## パーソナリティ
- 栗原治久（愛称：クリちゃん）（2001年4月 - 2017年3月）
- アシスタント：藤井舞

### その他出演者
- 大野智（嵐）

ARASHI DISCOVERYに出演
- 北田英治（浜銀総合研究所）、新瀧健一（浜銀総合研究所）、筧武雄（神奈川県国際ビジネスアドバイザー）

横浜銀行 ECONOMIC PAGE TODAYにコメンテーターとして隔週交代で出演
- 角谷浩一（政治ジャーナリスト）

K's EYEに出演。2016年3月まではMORNING STEPS FRIDAYのメインパーソナリティだった。
- 穂積ユタカ

スパーム沖縄コーナーMC

### ピンチヒッター
- 鈴木晶久（元エフエム山口アナウンサー）

2010年10月25日 - 10月28日
- nico

2012年11月5日 - 11月6日
- 植松哲平

2012年11月7日 - 11月8日
2016年10月10日 - 10月13日

## コーナー
- RADIO SHOPPING （6:30 - ）[1]
- 大野智のARASHI DISCOVERY （6:45頃 - ）[1]
- SPORTS LINE （7:17 - ）[1]
- DRIVER'S MORNING Q （7:30 - ）（提供：神奈川県自動車整備振興会）[1]
- 横浜銀行 ECONOMIC PAGE TODAY （7:35 - ）（提供：横浜銀行）[1]

コメンテーターは、浜銀総合研究所の北田英治、新瀧健一、吉田和朗が担当。かつては神奈川県国際ビジネスアドバイザーの筧武雄も担当していた。
- K's EYE （8:04 - ）[1]
- NITTEN GREEN BEAUTY （月曜日、8:15 - ）[1]
- おはよう！フロンターレ （火曜日、8:15 - ）[1]
- ここが知りたい！不動産 （木曜日、8:15 - ）（提供：CFネッツグループ）[1]
- books A to Z （月曜日、8:40 - 　出演：北村浩子）[1]
- マリーンルージュ 愛する人へサプライズプレゼント （木曜日、8:40 - ）[1]

### 過去のコーナー
- GO! GO! BAYSTARS

地元横浜のプロ野球チーム 横浜ベイスターズ応援コーナー。
- シュテルンあざみ野 books A to Z（出演：北村浩子）[3]
- ドーター・コパとお出かけ～美穂のイージー風水～[3]
  - ドーター・コパのイージー風水～風水的人生相談[4]
- YOKOHAMA HISTORY（出演：中田宏（当時横浜市長）[3]　2006年4月 - 同年9月の期間は義家弘介が出演[4]）
- YOKOHAMA KEY PERSON（出演：中田宏（当時横浜市長））[5]。
- スポーツマニア[3]
- KANAGAWA MORNING WINDS（提供：神奈川県）[3]
- ハマケイ UP DATE[5]
- The Music Box[4]
- ワンニャンニュース（出演：鳥越雅子）[2]
- かなぐる GOOD JOB TUESDAY[6]
- Go waist 84.7[6]
- 横濱エコ・ラボ[7]
- かく散歩[7]
- 開局25周年記念「FLASH BACK 80's」[7]
- ヨコハマなでしこ（出演：桐島瑞希）[8]
- YOKOHAMA DELIGHT[8]（レポーター：徳永恭子[9] → 吉村民[10]）
- NITTEN GREEN BEAUTY[11]